# Église San Giorgio in Velabro
Pour le titre cardinalice, voir San Giorgio in Velabro (titre cardinalice).
L'église San Giorgio in Velabro (Saint-Georges-au-Vélabre) est une église de Rome, siège d'une diaconie romaine, église paroissiale et conventuelle. Elle est administrée depuis 1939 par les chanoines réguliers de la Sainte-Croix. Elle se trouve au 19 via del Velabro.

## Historique

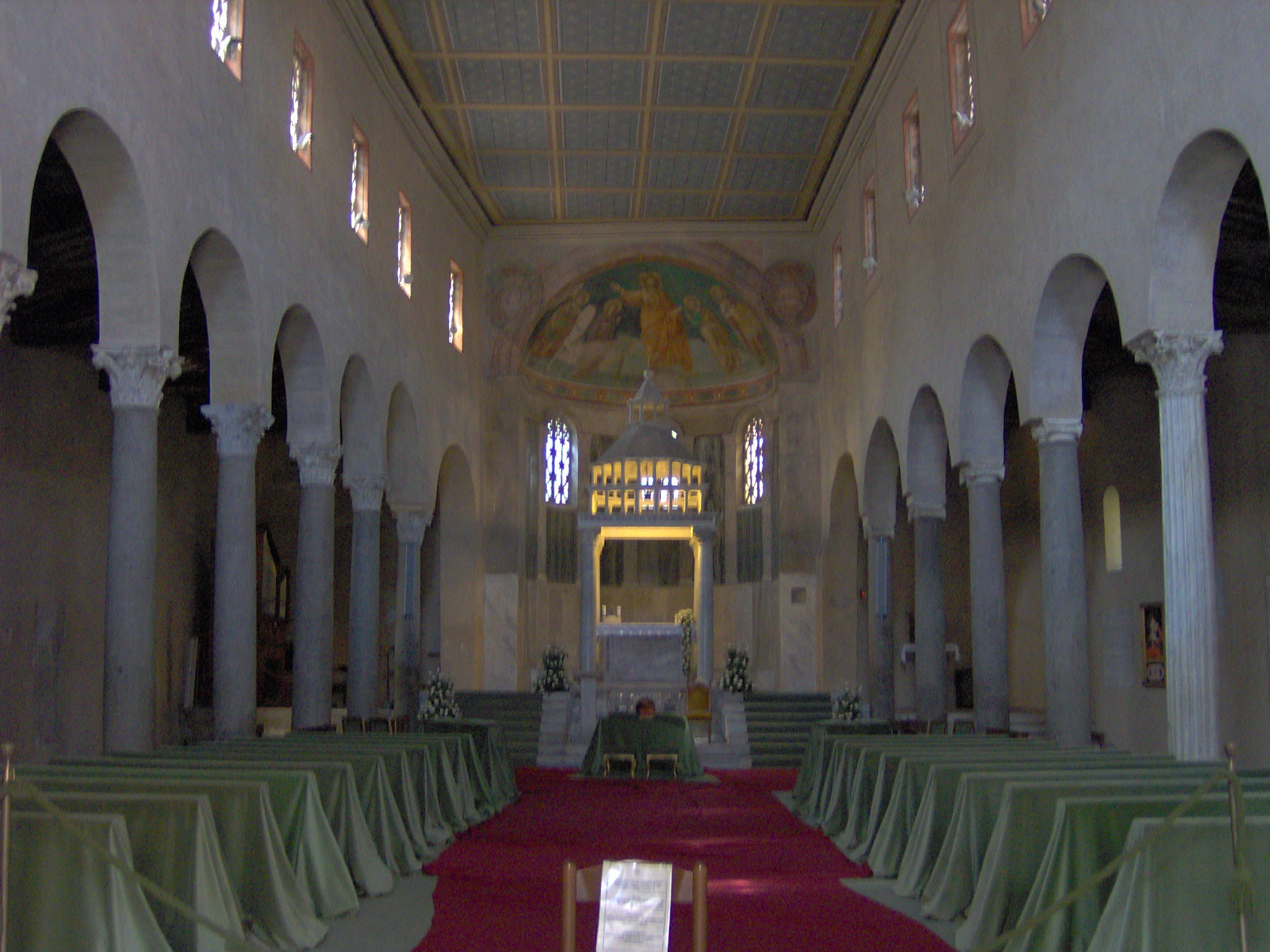
Intérieur de l'église

L'église, dédiée à saint Georges, se trouve via del Velabro à proximité de l'arc de Janus. C'est une église de station que les pèlerins visitent le mardi après le mercredi des Cendres, au début du Carême. Son nom rappelle qu'elle se trouve à l'emplacement de l'ancien quartier du Vélabre qui accueillait un marché important de bestiaux durant l'Antiquité (Forum boarium). L'Arc des Argentiers, de l'époque de Septime Sévère est adossé sur le côté de l'église.
Une première église est construite en 685 sous le pontificat du pape Léon II, dédiée d'abord au seul S. S. Sébastien de Rome, puis, par le pape Zacharie en 741, la dédicace est étendue à S. Georges, sous le titre de Sancti Georgii ad velum aureum. À cette occasion, le pape Zacharie dépose solennellement, sous le maître-autel, des reliques de S. Georges provenant de Cappadoce. Il fait doter également le portique de quatre colonnes antiques, d'ordre ionique, magnifiquement disparates, que l'on peut admirer jusqu'aujourd'hui, et qui provenaient de divers anciens temples romains. Le quartier du Vélabre était alors habité par des Grecs de rite byzantin. La basilique est reconstruite au IXe siècle, à l'initiative du pape Grégoire IV, et encore agrandie au XIIe siècle, avec remodelage du portique et l'ajout du campanile actuel, à cinq étages. Le plan basilical est très légèrement irrégulier, avec un schéma imperceptiblement trapézoïdal. La grande fresque de la conque de l'abside est attribuée à Pietro Cavallini au XIIIe siècle.
Au XXe siècle, l'église est drastiquement restaurée pour retrouver son aspect haut-médiéval, si ce n'est paléochrétien, par Antonio Muñoz, surintendant des monuments de Rome, entre 1923 et 1926. Ce grand œuvre a pour conséquence l'abaissement du niveau du dallage, ce qui permet de dégager et de dévoiler la base des piliers intérieurs séparant les trois nefs, et de rouvrir les anciennes fenêtres en hauteur afin de mieux éclairer le vaisseau central. Le cardinal Giovanni Mercati, qui a été titulaire de la basilique, y est inhumé en 1957.
Un attentat à la bombe, perpétré par la Mafia, a lieu dans la nuit du 27 juillet 1993, qui détruit presque entièrement le portique et endommage gravement l'entrée du couvent, voisin, des chanoines réguliers de la Sainte-Croix qui desservent l'église depuis 1939 par mandat du pape Pie XII. La restauration est menée immédiatement et de façon parfaite. Toutefois, ce travail a délibérément laissé quelques détails inchangés, en souvenir de cet attentat.
L'église est celle de la diaconie cardinalice de San Giorgio in Velabro, dont le titulaire actuel est le cardinal Ravasi.

## Extérieur

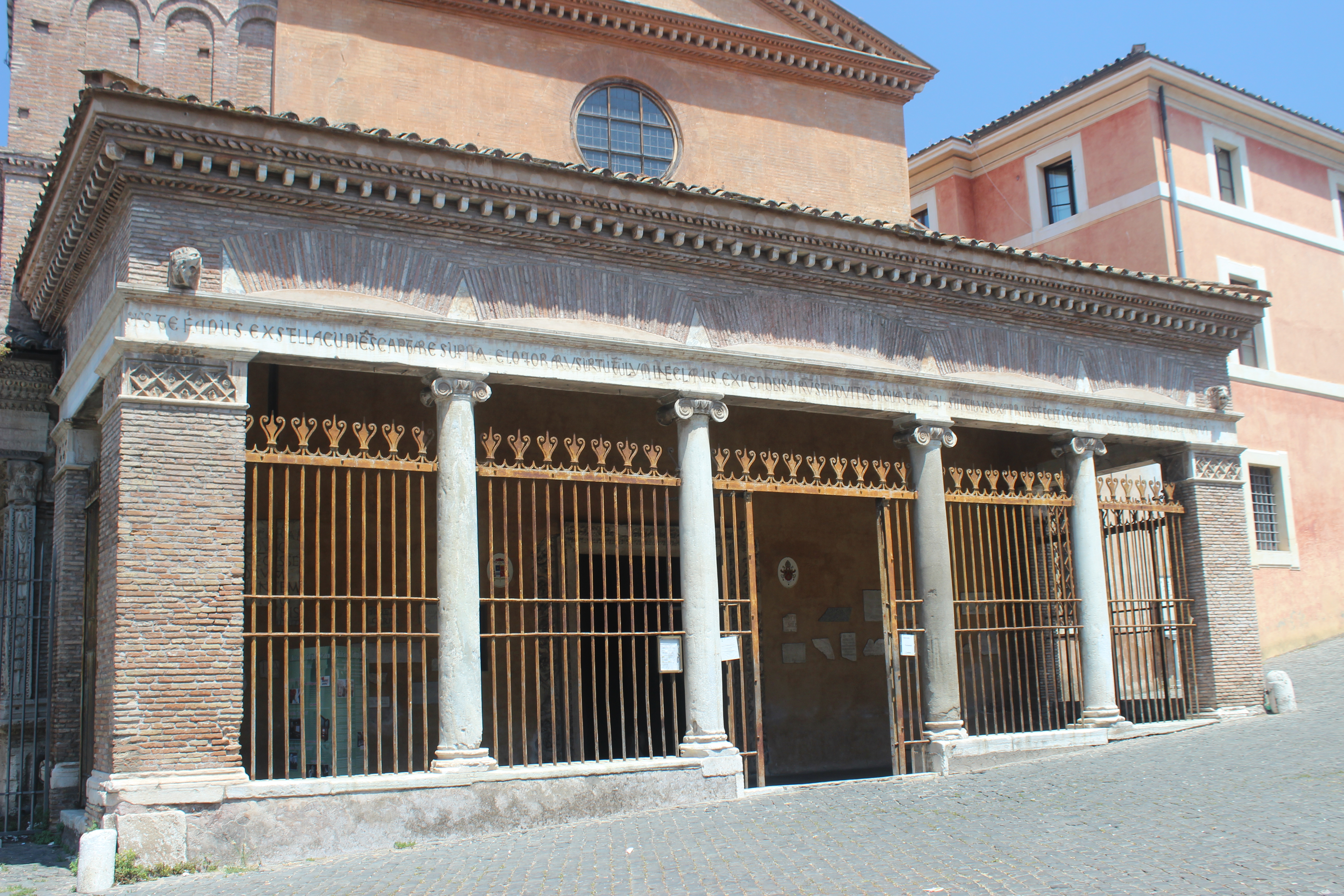
Portique d'entrée
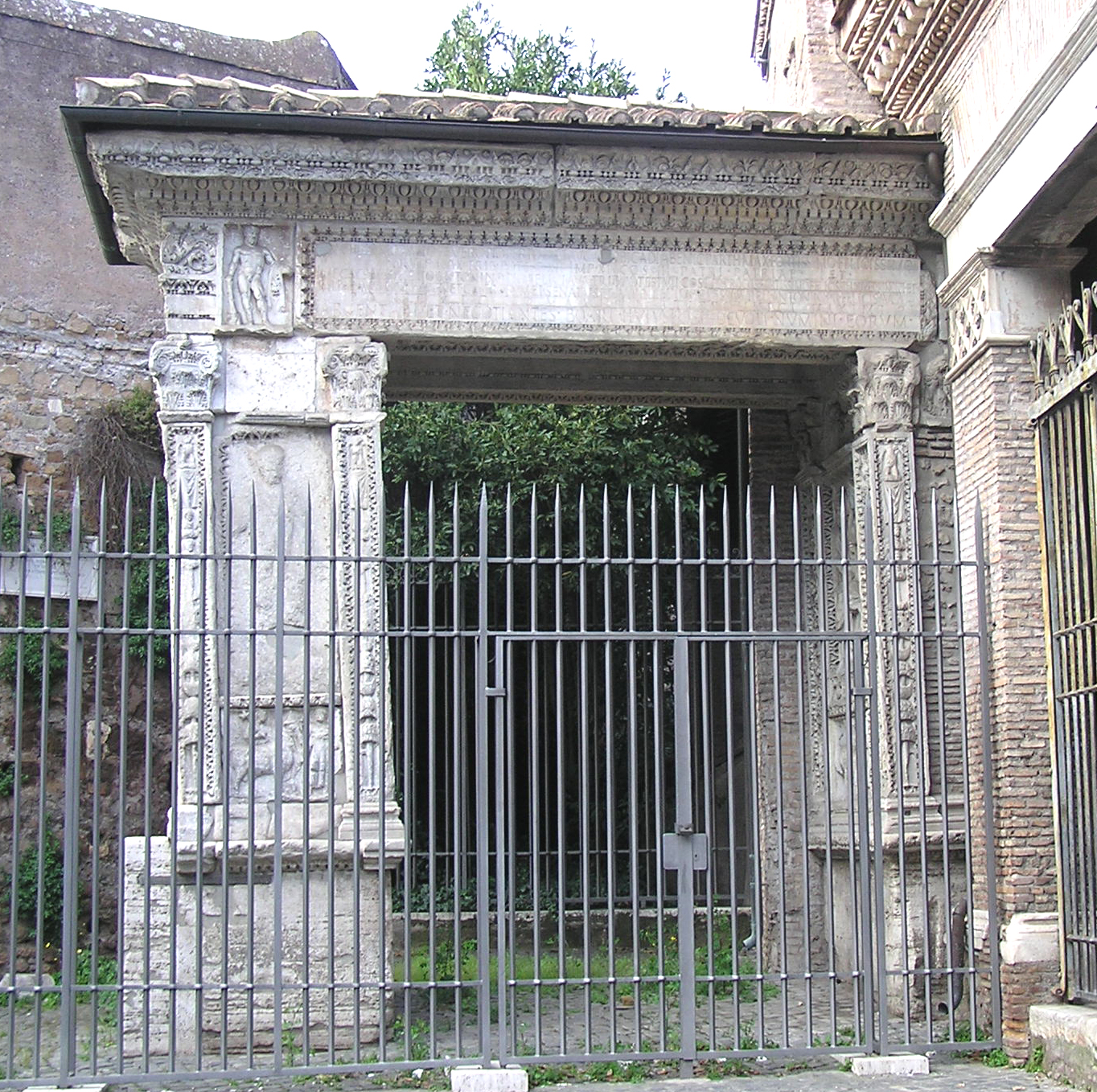
Arc des Argentiers, d'époque romaine, appuyé contre l'église
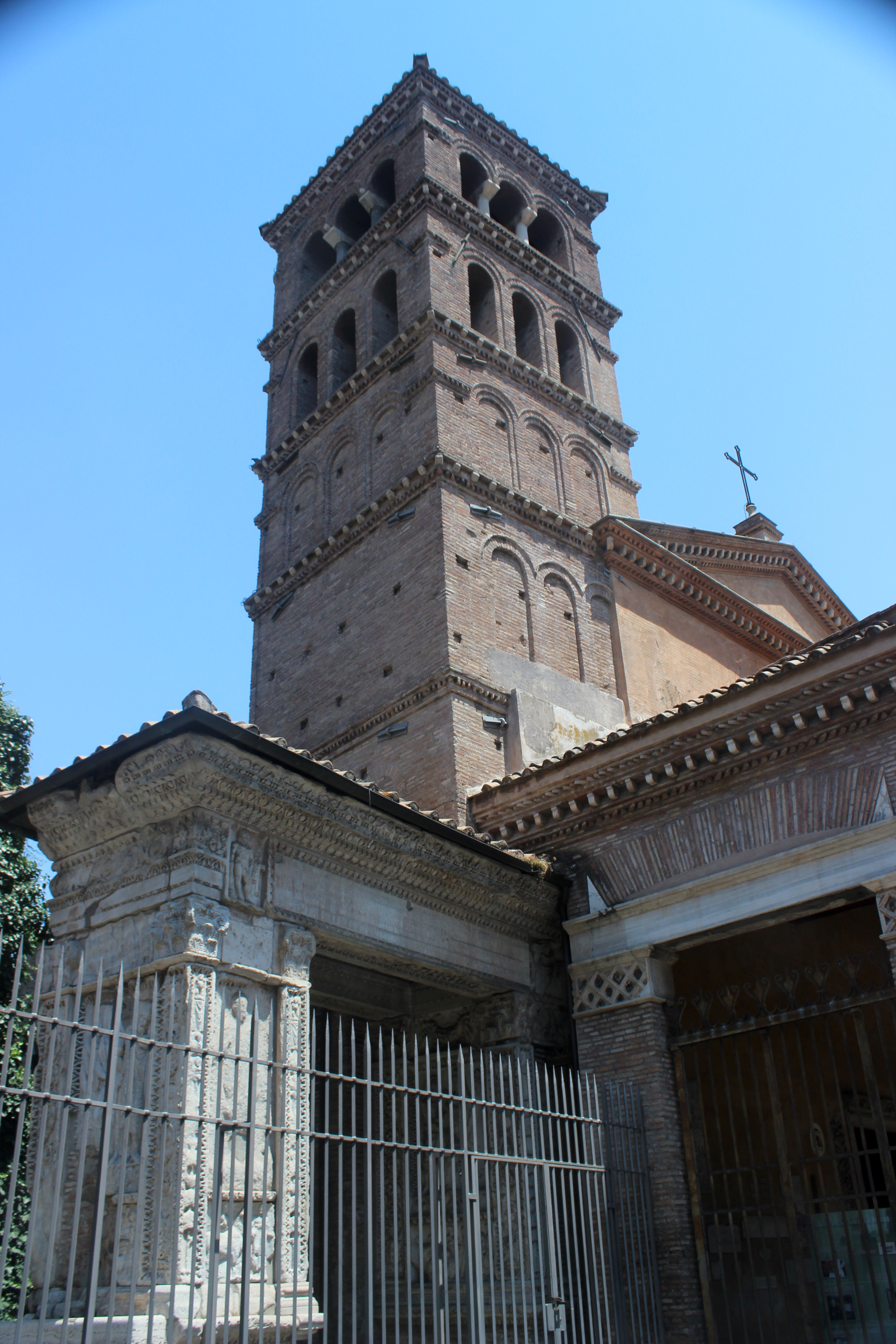
Campanile
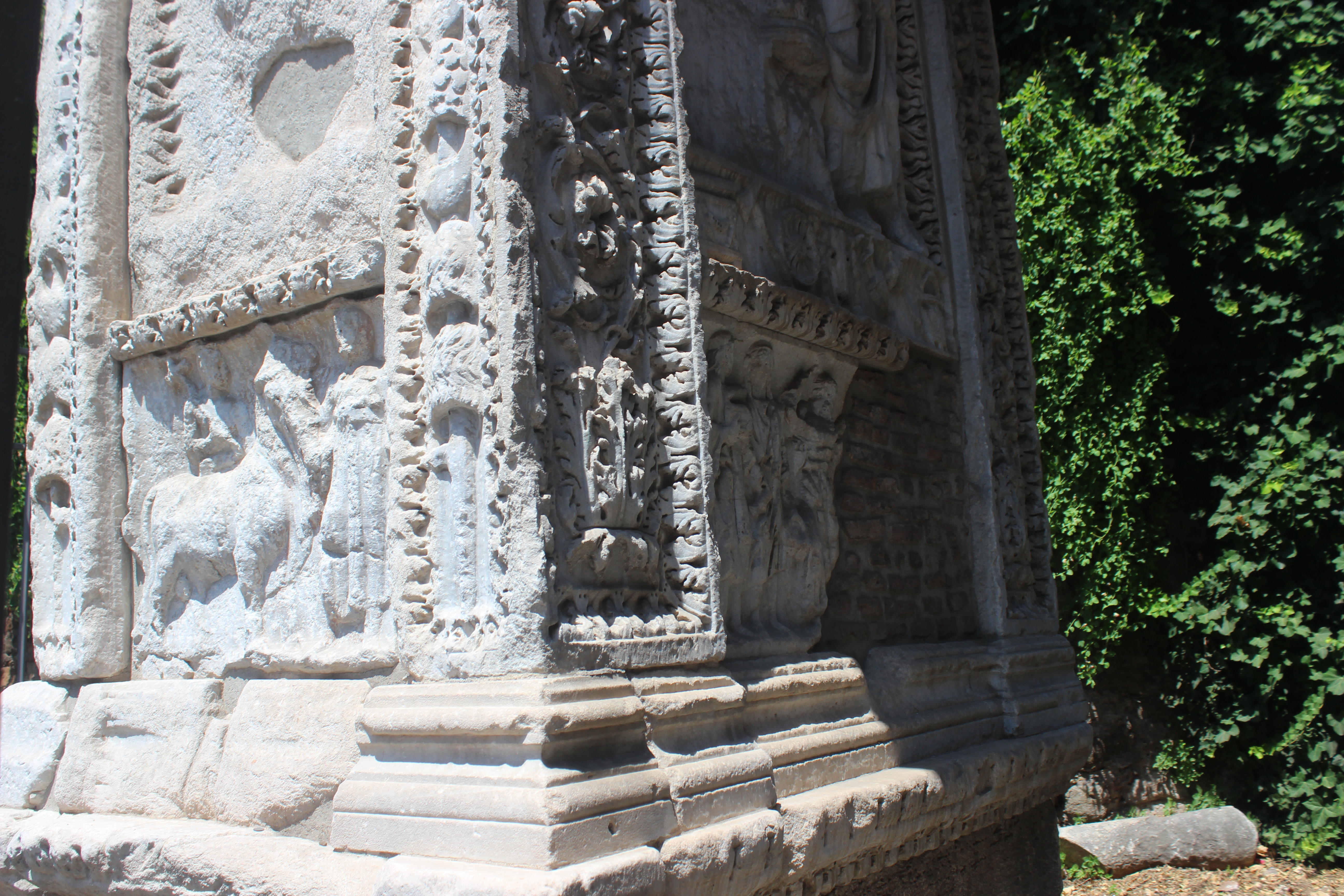
Détail de l'Arc

## Intérieur

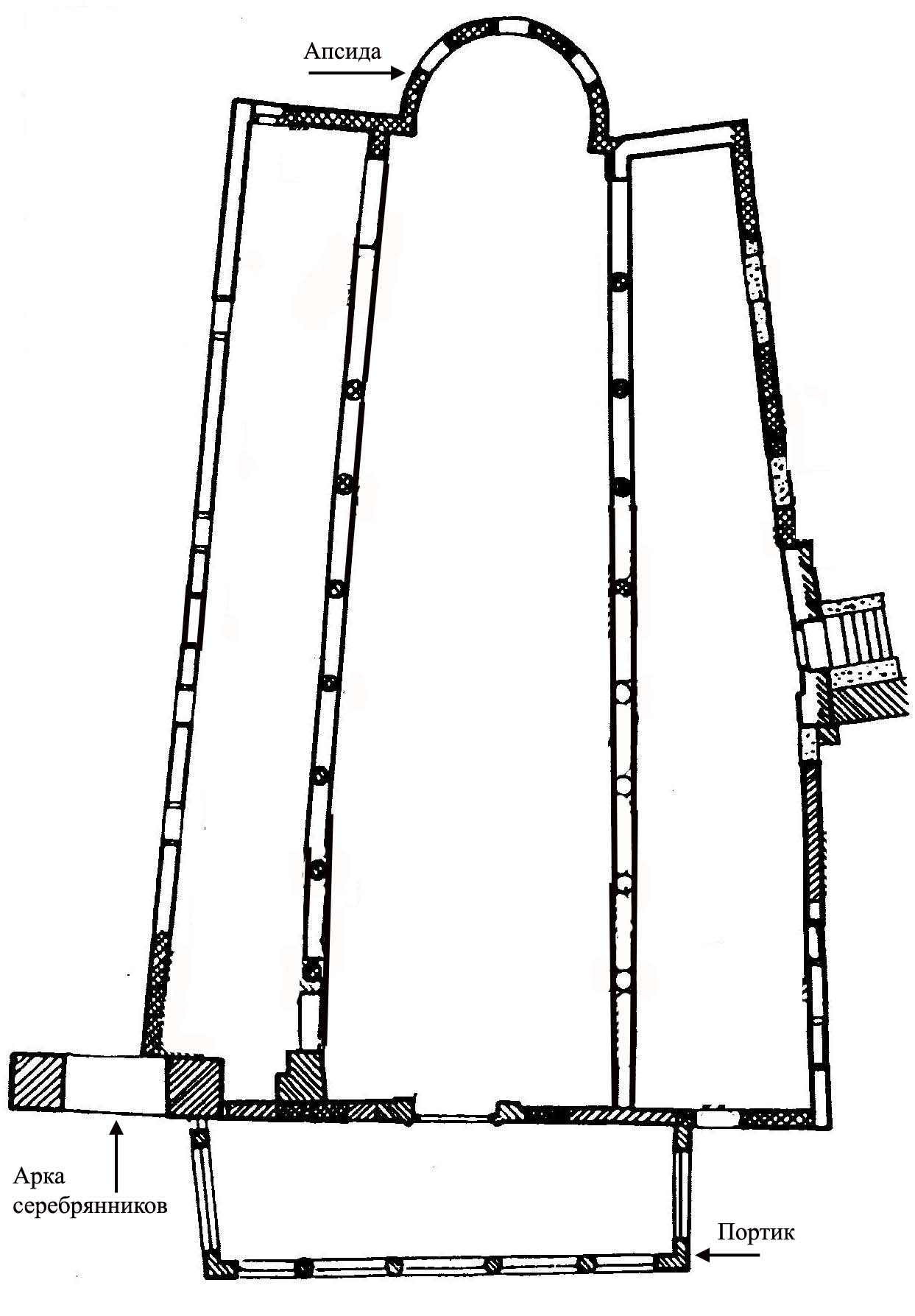
Plan de l'église
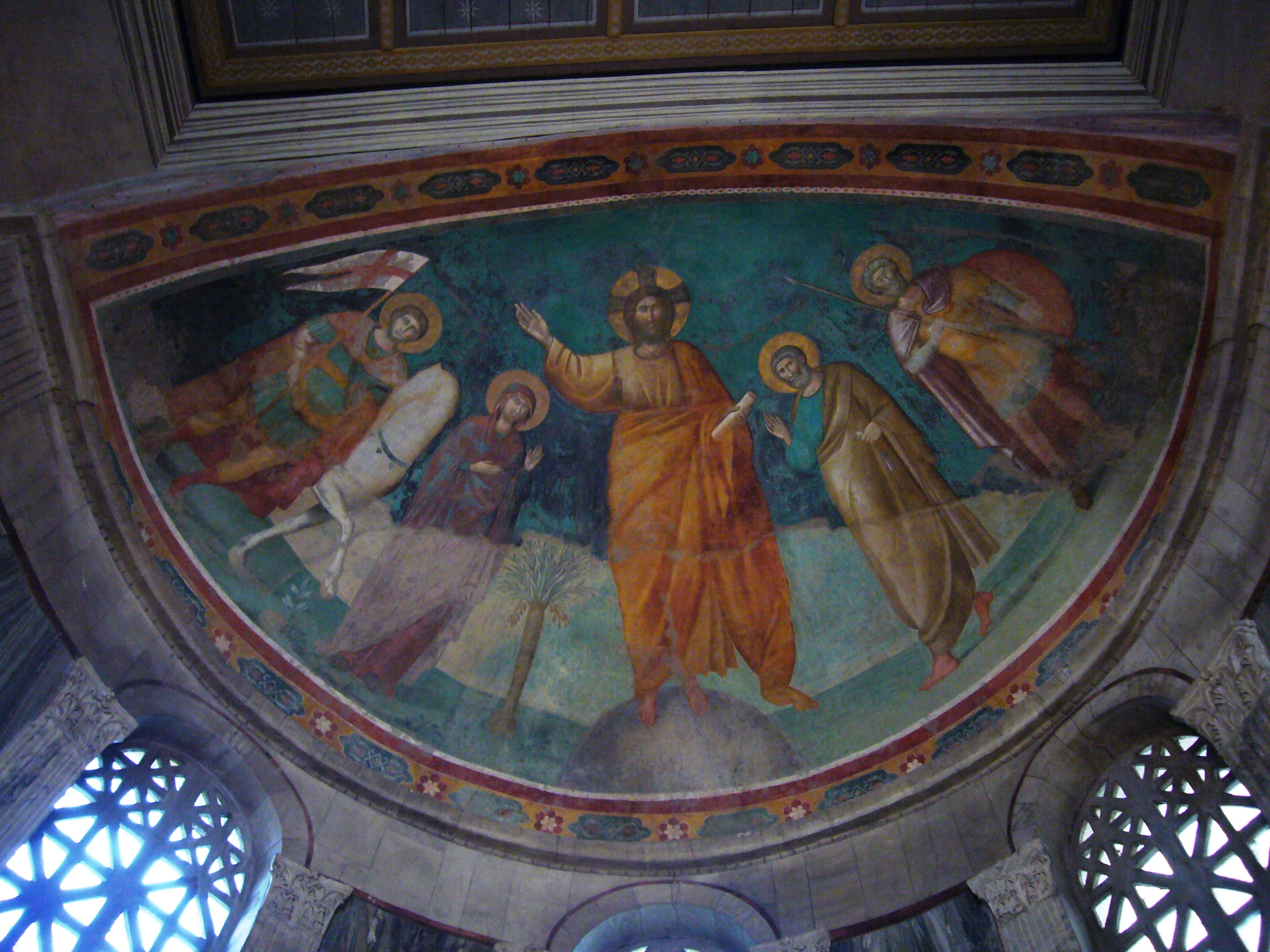
Fresque de l'abside
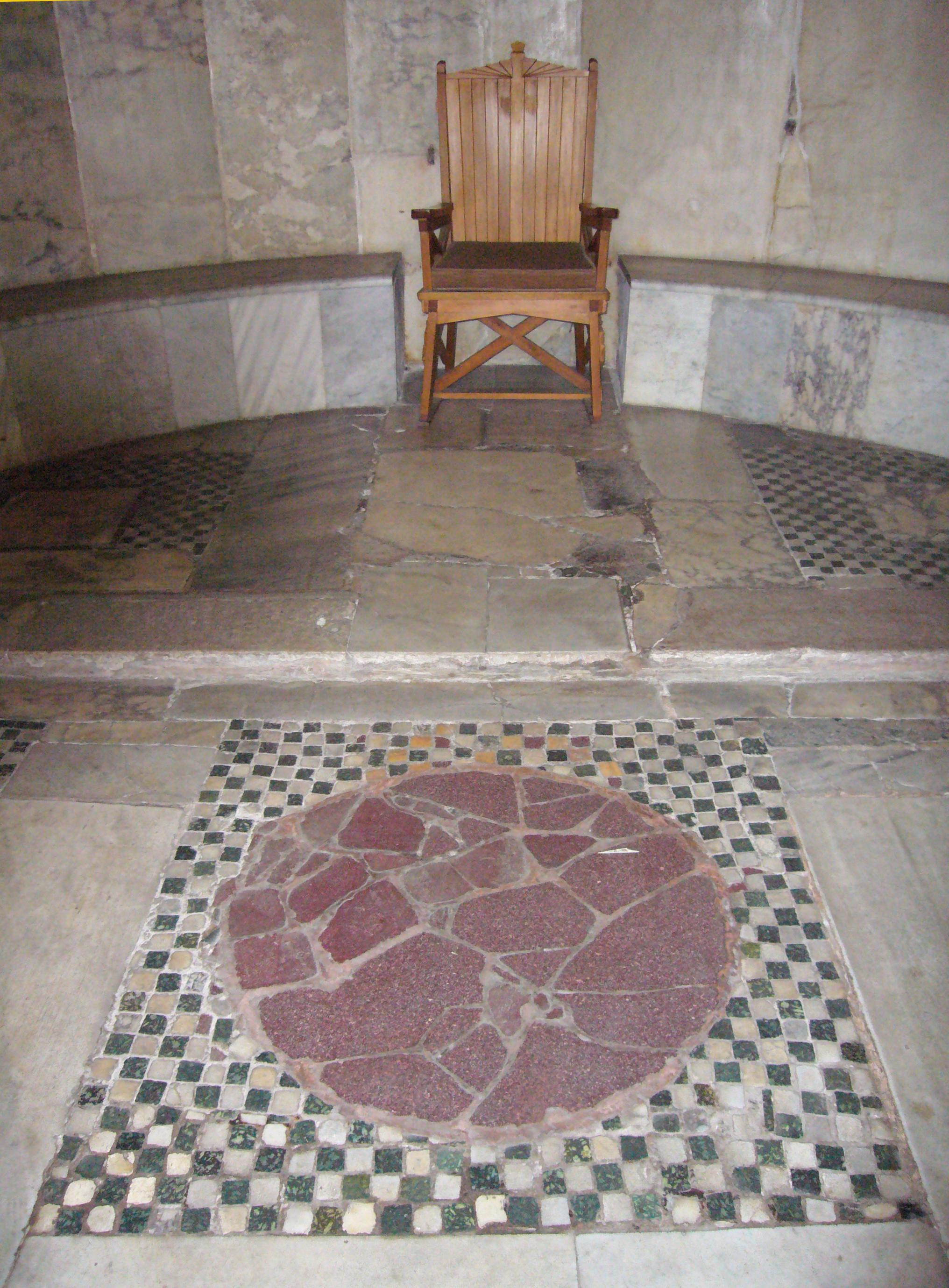
Pavement de l'abside
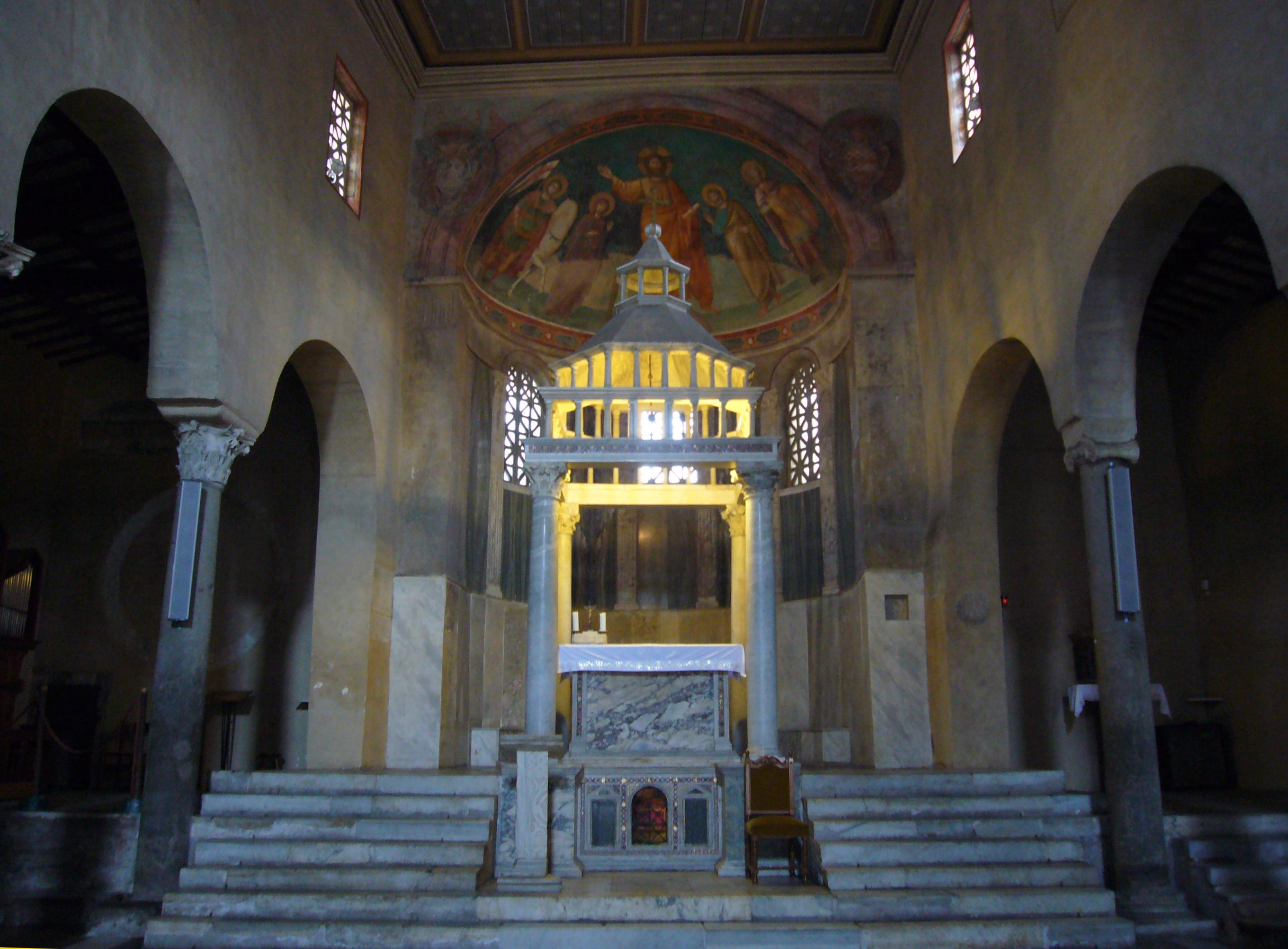
Vue du maître-autel à baldaquin
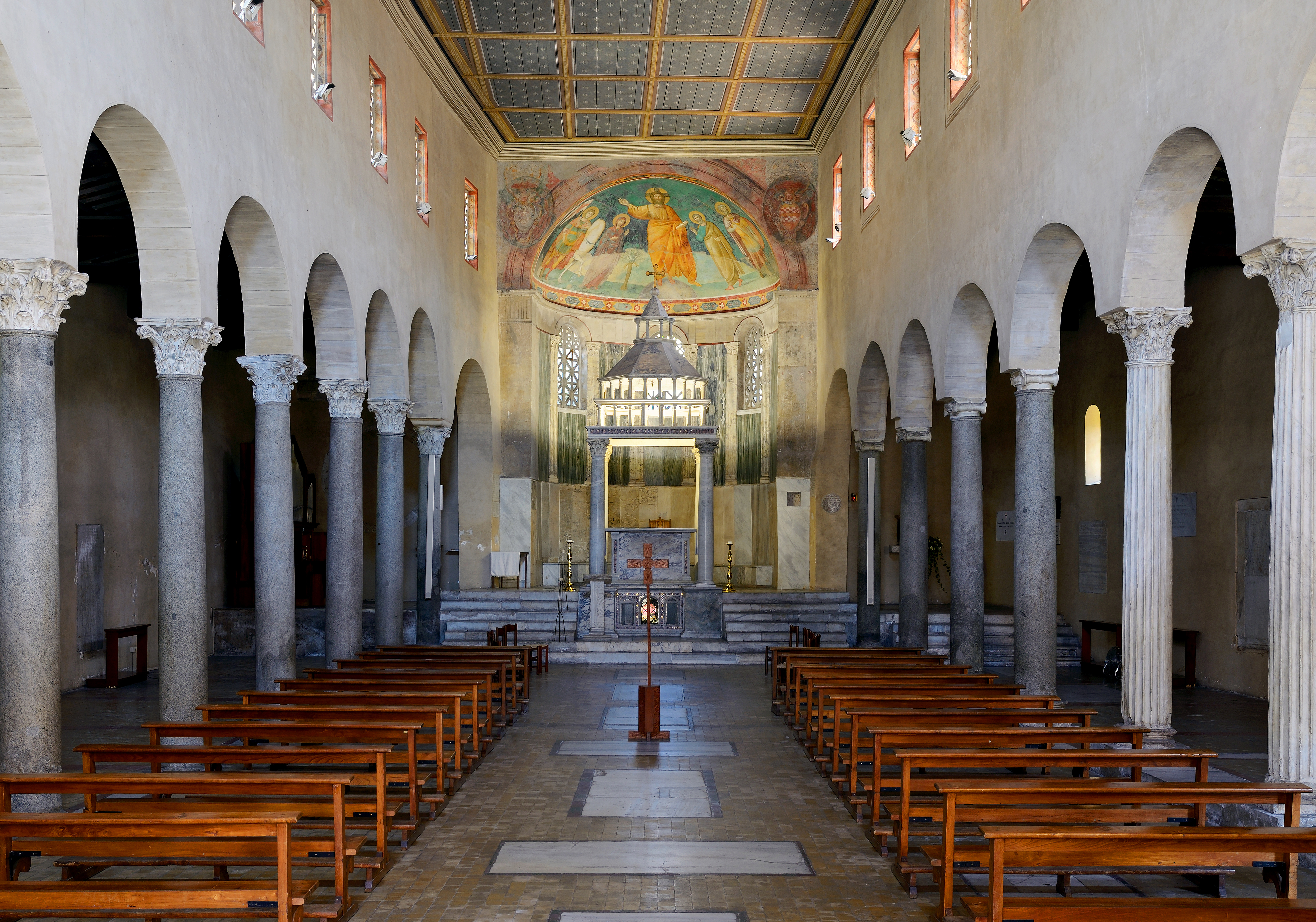
Intérieur
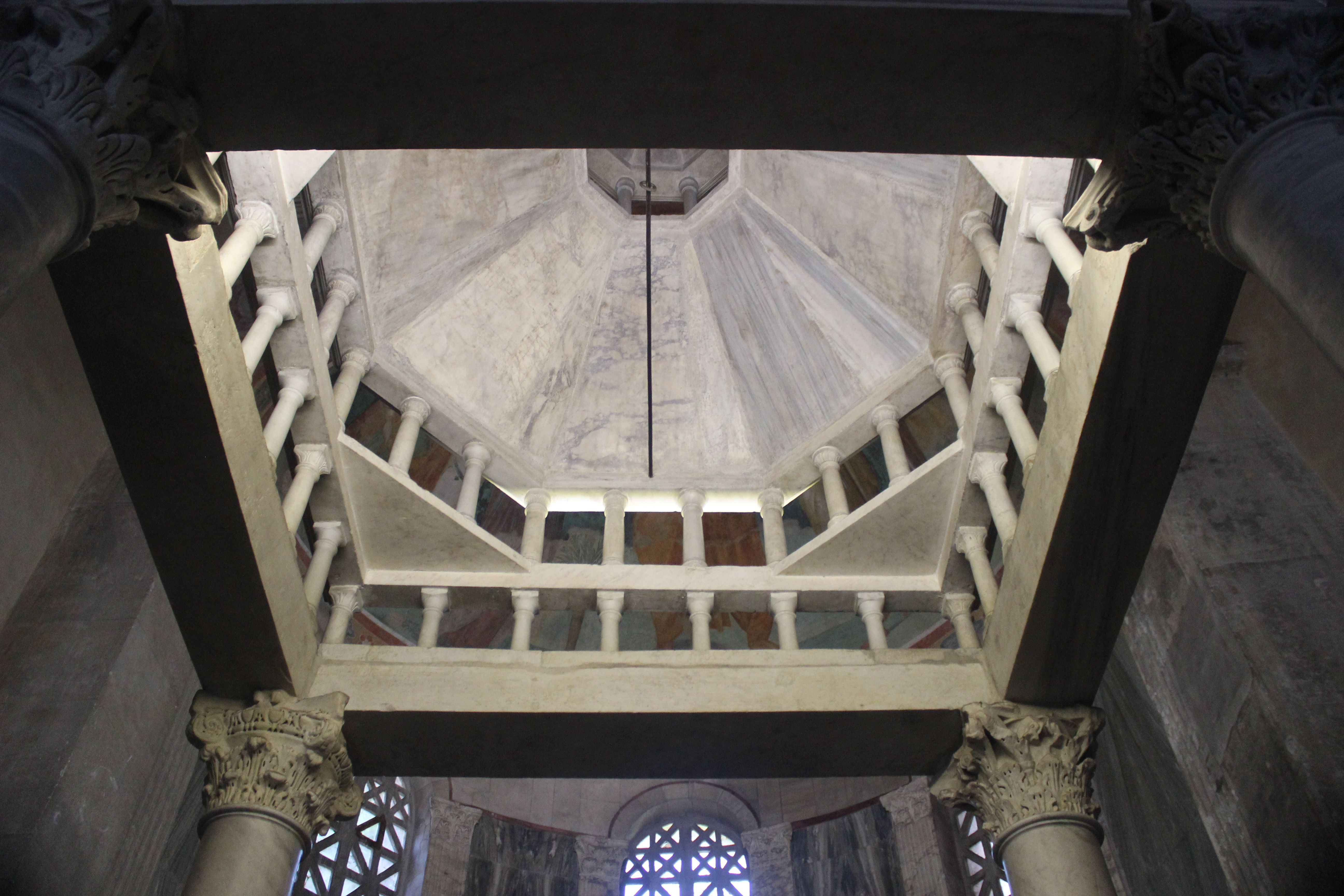